# Quarantine II: Road Warrior
Quarantine II: Road Warrior (также известная под названием Roadwarrior) — компьютерная игра в жанре гонок на выживание, разработанная и изданная GameTek для MS-DOS в 1996 году. Является прямым продолжением Quarantine.

## Игровой процесс
Действие Road Warrior, как и действие Quarantine, разворачивается в городе-тюрьме Кемо. Главным героем снова является таксист Дрейк Эджуотер (англ. Drake Edgewater), задача которого — уничтожить омни-копов, тем самым установив в городе анархию. Сюжет подаётся через кат-сцены, стилизованные под комиксы.
Игровой процесс Road Warror разбит на миссии с различными целями, например, уничтожить всех противников или прийти к финишу первым. Игрок получает миссии от попутчиков, подсаживающихся к нему в машину по мере того, как он путешествует по игровому миру. В начале каждой миссии игрок получает новый вид оружия. В отличие от первой части, в которой игрок был вынужден искать работу, чтобы отремонтировать и улучшить автомобиль, в Road Warrior обшивка и запас патронов автоматически восстанавливается после каждой миссии, а сам игровой процесс организован более линейно. Также по сравнению с первой частью в игре появились новые виды оружия: ракеты для атаки зданий и пушка для сбивания летающих целей.

## Оценки
Игра получила смешанные отзывы критиков.
Алексей Бобров в рецензии для «Магазина игрушек» высоко оценил игру, отметив, что единственный недостаток Quarantine — слабая реиграбельность — был успешно исправлен в сиквеле. Рон Далин из GameSpot оценил игру в 6 из 10, назвав её «незначительным улучшением неидеального предшественника», отметив, что игра не может тягаться с новым поколением 3D-шутеров. Марк Кларксон из Computer Gaming World поставил игре 2,5 звезды из 5.